# Palais des Filateurs
 (décembre 2024).
Si vous disposez d'ouvrages ou d'articles de référence ou si vous connaissez des sites web de qualité traitant du thème abordé ici, merci de compléter l'article en donnant les références utiles à sa vérifiabilité et en les liant à la section « Notes et références ».
Le Palais des Filateurs est un bâtiment situé à Ahmedabad en Inde. Construit en 1954, il a été conçu par l'architecte Le Corbusier. Il se situe sur la rive gauche de la rivière Sabarmati.
Commande d'une riche famille de filateurs, le bâtiment est destiné à être le siège social des patrons des filatures, avec bureau et salle des congrès. 
On entre dans le bâtiment par une rampe droite. De là, on accède aux bureaux, à la salle de réunion et à un jardin sur le toit pensé comme lieu de rassemblement.
La spécificité du bâtiment réside dans l'utilisation des conditions climatiques, son remarquable contrôle de l'ensoleillement et notamment l'utilisation de la brise pour ventilation naturelle. Les brise-soleil en façade, caractéristiques du style de l'architecte, structurent la façade et les vues depuis l'intérieur du bâtiment sur le paysage environnant et les travailleurs des filatures. Le nombre d'or est utilisé comme base d'organisation des pièces.